# Caritas Italiana

Logo della Caritas Italiana.

La Caritas Italiana è un ente confessionale della CEI (Conferenza Episcopale nella lingua Italiana, l'unione permanente dei vescovi cattolici in Italia) per la promozione della carità. Si prefigge lo scopo di promuovere «la testimonianza della carità nella comunità ecclesiale italiana, in forme consone ai tempi e ai bisogni, in vista dello sviluppo integrale dell'uomo, della giustizia sociale e della pace, con particolare attenzione agli ultimi e con prevalente funzione pedagogica» (art.1 dello Statuto). Fondata nel 1971, per volere di papa Paolo VI, per opera di Giovanni Nervo, nello spirito del rinnovamento avviato dal Concilio Vaticano II, ha prevalente funzione pedagogica, cioè tende a far crescere nelle persone, nelle famiglie, nelle comunità, il senso cristiano di solidarietà. Per perseguire il suo impegno di formazione e informazione, la Caritas Italiana ogni anno propone un programma articolato in corsi, convegni, seminari di studio e approfondimento.
Fondamentale il collegamento e il confronto con le oltre duecento Caritas diocesane, impegnate sul territorio nell'animazione della comunità ecclesiale e civile, e nella promozione di strumenti pastorali e servizi come i Centri d'Ascolto, gli Osservatori delle Povertà e delle Risorse, le Caritas parrocchiali e i centri di accoglienza.
Dal maggio 2019 il presidente della Caritas Italiana è Carlo Roberto Maria Redaelli, arcivescovo metropolita di Gorizia.

## Storia
Nel 1970 papa Paolo VI sciolse la Pontificia Opera Missionaria (Poa), l'ente caritatevole sostenuto dai cattolici americani e alle dirette dipendenze della Sede Apostolica, il quale aveva gestito le opere benefiche in Italia durante le due Guerre Mondiali e nel primo dopoguerra.
A seguito delle raccomandazioni del Pontefice i vescovi della CEI votarono una delibera in occasione della loro VII Assemblea Generale, durante la sessione del 14 novembre 1970.
Con decreto n. 1727/71 del 2 luglio 1971, la Conferenza Episcopale Italiana approvò il primo statuto delle «Caritas» diocesane d’Italia, incaricate delle attività caritative e assistenziali della Chiesa.
Il 28 settembre 1972 ebbe luogo il primo incontro nazionale delle Opere diocesane di assistenza. Tre anni più tardi, Napoli ospitò il primo convegno italiano congiunto fra Chiesa e laicato dal titolo "Volontariato e promozione umana", dedicato alle questioni del nascente Terzo Settore.
Il 10 giugno 1977 la Caritas Italiana e il Ministero della difesa siglarono una convenzione che inseriva l'ex Pontificia Opera Missionaria nell'elenco degli enti nei quali gli obiettori di coscienza italiani avevano facoltà di svolgere il servizio civile. Tale elenco era pubblico e disponibile presso i distretti militari.
Nel 2021, sono stati erogati quasi 1milione 500mila interventi e, nei soli centri di ascolto e servizi informatizzati, le persone incontrate e supportate sono state 227.566 (+7,7% sul 2020).

## I compiti
- Collaborare con i Vescovi nel promuovere nelle Chiese particolari l'animazione della carità e il dovere di tradurla in interventi concreti.
- Curare il coordinamento delle iniziative e dei servizi di ispirazione cristiana.
- Indire, organizzare e coordinare interventi di emergenza in Italia e all'estero.
- In collaborazione con altri organismi di ispirazione cristiana: 
  - realizzare studi e ricerche sui bisogni per aiutare a scoprirne le cause;
  - promuovere il volontariato e favorire la formazione degli operatori pastorali della carità e del personale di ispirazione cristiana impegnato nei servizi sociali;
  - contribuire allo sviluppo umano e sociale dei paesi del Sud del mondo anche attraverso la sensibilizzazione dell'opinione pubblica.
- Solidarietà a tutto il mondo.
- Educazione alla pace e alla mondialità, dialogo, corresponsabilità sono anche le linee portanti degli impegni della Caritas nel mondo.

## Organizzazione
Legale rappresentante, eletto dall'assemblea generale della CEI, dal maggio 2019 è il presidente Carlo Roberto Maria Redaelli, arcivescovo metropolita di Gorizia. Vi è poi un Consiglio nazionale, oltre alla Consulta ecclesiale assistenziale. Il direttore è don Marco Pagniello, mentre i vicedirettori sono Silvia Sinibaldi e Paolo Valente.

### Composizione attuale della Presidenza
- Carlo Roberto Maria Redaelli, arcivescovo metropolita di Gorizia (presidente)
- Marco Pagniello, presbitero dell'arcidiocesi di Pescara-Penne (direttore)
- Oliver Galea (tesoriere)
- Andrea Barachino, direttore della Caritas di Concordia-Pordenone (delegato del Nordest)
- Corrado De Dominicis, direttore della Caritas di Pescara-Penne (delegato di Abruzzo-Molise)
- Giuseppe Molfese, direttore della Caritas di Tricarico (delegato della Basilicata)
- Calogero Peri, vescovo di Caltagirone
- Douglas Regattieri, vescovo emerito di Cesena-Sarsina

### Presidenti
- Presbitero Giovanni Nervo (1971 - 1976)
- Vescovo Attilio Nicora (1990 - 1992)
- Vescovo Armando Franco (1992 - 15 dicembre 1997)
- Arcivescovo Benito Cocchi (dicembre 1997 - maggio 2003)
- Arcivescovo Francesco Montenegro (maggio 2003 - maggio 2008)
- Vescovo Giuseppe Merisi (maggio 2008 - 12 novembre 2014)
- Arcivescovo Luigi Bressan (12 novembre 2014 - 20 maggio 2015)
- Cardinale Francesco Montenegro (20 maggio 2015 - 3 dicembre 2018)[11]
- Arcivescovo Carlo Roberto Maria Redaelli, dal maggio 2019

## Controversie
Il 2 aprile 2019 il Responsabile dell'Area Nazionale di Caritas Italiana Francesco Marsico e l'operatrice di Caritas Italiana Monica Tola vengono auditi dalla Commissione Ecomafie per dar conto del frequente utilizzo del logo Caritas a garanzia di filiere di indumenti usati che sono oggetto di indagini. In quell'occasione, Marsico dichiara che "Caritas Italiana collabora con le Caritas diocesane, ma non assume alcuna responsabilità in ordine al loro operato. Questo proprio perché non può avere nessun ruolo né ispettivo, né di controllo sulle attività delle singole Caritas, in quanto questo tipo di attività vede un vincolo legato all'autonomia di tipo diocesano, dove il Vescovo è titolare di questo tipo di attività". Quando il Presidente della Commissione sottolinea che Caritas Italiana è proprietaria del marchio registrato, Marsico risponde che da parte di Caritas Italiana "l'indicazione è quella di limitare l'utilizzo del marchio e, laddove questo viene operato, ovviamente in termini di moral suasion, non di possibilità di intervento diretto. Poi dichiara che Caritas Italiana sta verificando situazione per situazione per capire il livello di garanzia della filiera". In seguito all'audizione, ANSA sottolinea che il livello di garanzia offerto da Caritas sulle raccolte di abiti usati è carente e pertanto questi rischiano di finire nelle mani della camorra, come evidenziato nell'ottobre 2019 da un servizio della trasmissione Le Iene riguardante la filiera degli abiti usati raccolti a Milano da una cooperativa legata a Caritas che usa il logo dell'ente. I giornalisti Martina di Pirro e Maged Srour, vincitori del premio di giornalismo d'inchiesta Mani Tese, hanno evidenziato in una serie di inchieste come parte dei vestiti donati a Caritas finisse poi nelle mani del clan Birra-Iacomino, e la presenza nel settore anche del clan Ascione. Il Presidente della Commissione parlamentare d’inchiesta sulle Ecomafie dal 2018, Stefano Vignaroli, ha dichiarato che «La raccolta degli abiti spesso è gestita da cooperative sociali a sfondo benefico attraverso cassonetti stradali che in più di un caso riportano il logo della Caritas. Gli indumenti usati raramente vanno ai poveri: quasi sempre vengono venduti e i proventi non sempre sono usati a fini benefici»; un operatore di una delle cooperative sociali coinvolte dichiarò: «Noi facevamo parte di una rete che parlava direttamente con i politici locali, anche ad alto livello. Senza di loro non avremmo avuto il permesso di raccogliere. Nel nostro caso, per molto tempo, bastava che l’ente benefico a cui eravamo legati, nel nostro caso la Caritas, indicasse al Comune la cooperativa e ci affidavano automaticamente il servizio. Poi è cominciato il sistema delle gare, ma non è cambiato molto: chi le scriveva, faceva in modo che vincessimo». Nel 2017 il Corriere della Sera aveva parlato del fenomeno riferendosi a "gli affari sporchi delle cooperative" ed evidenziando come gli abiti usati raccolti nel circuito di Caritas a Milano finissero poi nelle mani di un'impresa criminale. Riferendosi a questa e ad altre vicende, a gennaio 2018 il parlamentare Stefano Vignaroli ha presentato un'interrogazione parlamentare, dichiarando che "In Italia milioni di cittadini donano in buona fede i loro indumenti usati nei contenitori gialli o nelle parrocchie pensando che servano ai fini solidali perché persuasi dal prestigio della Caritas Ambrosiana. In realtà buona parte delle donazioni di questi abiti finiscono per incrementare un traffico illecito dal quale i clan camorristici traggono enormi profitti".
Nel 2019 don Lucio Gatti, ex direttore della Caritas di Perugia e noto per aver fondato centri di accoglienza e aver gestito campi di lavoro solidali, ha patteggiato due anni con la condizionale per aver compiuto abusi sessuali all'interno del Centro Caritas da lui gestito. Nel 2020 il sacerdote Sergio Librizzi, ex direttore della Caritas della diocesi di Trapani, è stato condannato in appello perché "da membro della Commissione per il riconoscimento dello status di richiedente asilo era accusato di avere ottenuto prestazioni sessuali dai migranti in cambio di favori nella pratica per il permesso di soggiorno". Soldi della Caritas sarebbero stati offerti dalla diocesi di Enna, con l'intenzione di tacitarla, alla famiglia di un minore vittima di atti di pedofilia da parte di un sacerdote.

## Criteri di lavoro
Negli interventi internazionali vale il principio di sussidiarietà, nel senso di integrare gli sforzi che primariamente spettano a ciascuna chiesa locale dei paesi colpiti da calamità o in cammino verso lo sviluppo cercando anche di creare le condizioni di intervento per le Caritas diocesane disponibili ai gemellaggi. Gli interventi non si limitano alla fase acuta delle calamità ma diventano programmi di riabilitazione e sviluppo, rapportati ai bisogni della popolazione e al cammino delle chiese.
Costante è il collegamento con le altre Caritas nazionali, direttamente e attraverso la rete di Caritas internationalis, organizzazione cattolica che raggruppa oltre 160 organizzazioni distribuiti in molti paesi del mondo. Ne riunisce 48, invece, Caritas Europa.
Ci sono poi i microprogetti di sviluppo, di piccola entità ma significativi per l'autopromozione locale, proposti dalle stesse comunità del sud del mondo e divulgati dalla Caritas. Sono finanziati da parrocchie, scuole, associazioni, famiglie che così entrano direttamente in contatto con chi riceve per uno scambio di valori.